# Karel Václav Rais
Karel Václav Rais, född 4 januari 1859 i Bělohrad, död 8 juli 1926 i Prag, var en tjeckisk författare. 
Rais, som var rektor vid en flickskola i Prag, debuterade 1881 med diktsamlingen První květy (Förstlingsblommor) och ägnade sig i början främst åt ungdomslitteraturen och bearbetning av folkliga sägner, bland annat České pohádny o Kristu Pánu (1884, Tjeckiska sagor om Herren Jesus), Povídky ze starých hradŭ (1888, Berättelser från gamla borgar) och Listy z české kroniky (Blad ur tjeckiska krönikan). 
Sedermera försökte Rais sig på den realistiska samtidsskildringen i en mängd romaner och noveller, samtliga med tjeckiska motiv. Bland hans mer bemärkta arbeten räknas romanerna Vyminkáři (1891, Undantagshjon), Zapadli vlastenci (1894, Förfallna landsmän), Pantata Bezoužek (1894) och Kalibŭv zločin (1895, Kalibas förbrytelse; tysk översättning 1905).